# Махсимова, Жале Агаяр кызы
Жале (Жаля, Жала) Агаяр кызы Махсимова (азерб. Jalə Məhsimova; 2 сентября 1996) — азербайджанская футболистка, полузащитница сборной Азербайджана.

## Биография
Воспитанница азербайджанского футбола. На родине выступала за различные клубы, в том числе «Сумгаит», «Сабаил», «Угур».
Летом 2019 года перешла в российский клуб «Торпедо» (Ижевск). Дебютный матч в высшем дивизионе России сыграла 3 августа 2019 года против клуба «Рязань-ВДВ», проведя на поле первые 70 минут. Всего до конца сезона приняла участие в 8 матчах высшей лиги.
Перед началом сезона 2020 года стала игроком новосозданного санкт-петербургского «Зенита». За полтора сезона сыграла лишь один матч — 15 ноября 2020 года против «Енисея». В ходе сезона 2021 года перешла в турецкий «АЛГ Спор».
Выступала за юношескую и молодёжную сборную Азербайджана. В составе юношеской сборной принимала участие в финальном турнире юношеского чемпионата мира 2012 года, проходившем в Азербайджане. В национальной сборной дебютировала в официальных матчах в 2019 году.